# 水生薏苡
水生薏苡（学名：Coix aquatica）为禾本科薏苡属下的一个种。

## 扩展阅读
- 維基物種上的相關：水生薏苡